# Jak to?
Jak to? – singel polskiego piosenkarza Dawida Kwiatkowskiego z jego drugiego albumu studyjnego Pop & Roll. Wydany został 13 października 2014 roku przez wytwórnię płytową My Music. Do singla powstał teledysk, zrealizowany w Barcelonie przez Smoła Studio. Tekst do piosenki napisali Dawid Kwiatkowski i Sara Pilewicz, natomiast muzykę skomponowali Dawid Kwiatkowski, Błażej Gawliński, Łukasz Pękacki, Grzegorz Kowalski, Paweł Jędrzejewski, Kacper Winiarek oraz Patryk Tylza, który ponadto odpowiadał za miks oraz produkcję muzyczną.

## Lista utworów i formaty singla
Opracowano na podstawie materiału źródłowego.
- digital download

1. "Jak to?" – 2:58